# ファールス (イラン)

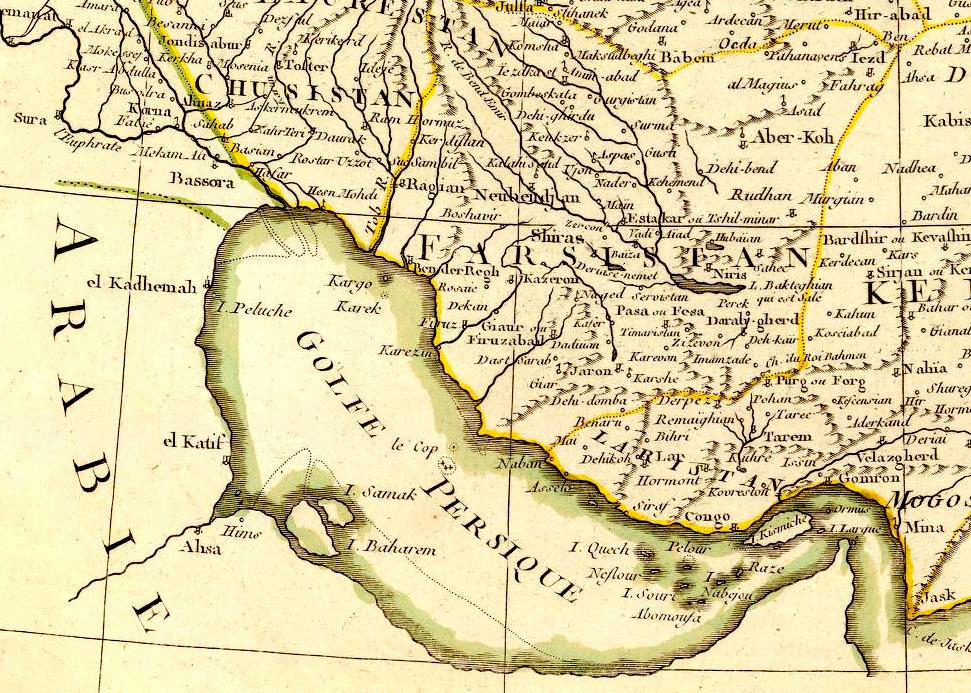
ファールスの位置(FARSISTAN)

ファールス（ペルシア語: فارس Fārs、英語：Fars）は、イラン南部の歴史的地域名。現在のファールス州を中心とした地方を指す。

## 名称
語源は騎馬者を意味する「パールス(Pârs)」からきており、古代にはパールサ(Pârsâ)と呼ばれた。ギリシャ語ではペルシス (Πέρσις Persis) と呼ばれ、「ペルシア」の語源ともなった。サーサーン朝時代にはパールス(پارس Pārs)となり、古代中国でも「波斯」という語に音訳され、しばらく「ペルシア」の訳語として用いられた。やがてアラビア語形でpの発音がfになったため、現在ではファールス(فارس Fārs)と発音されている。

## 歴史

### アカイメネス朝

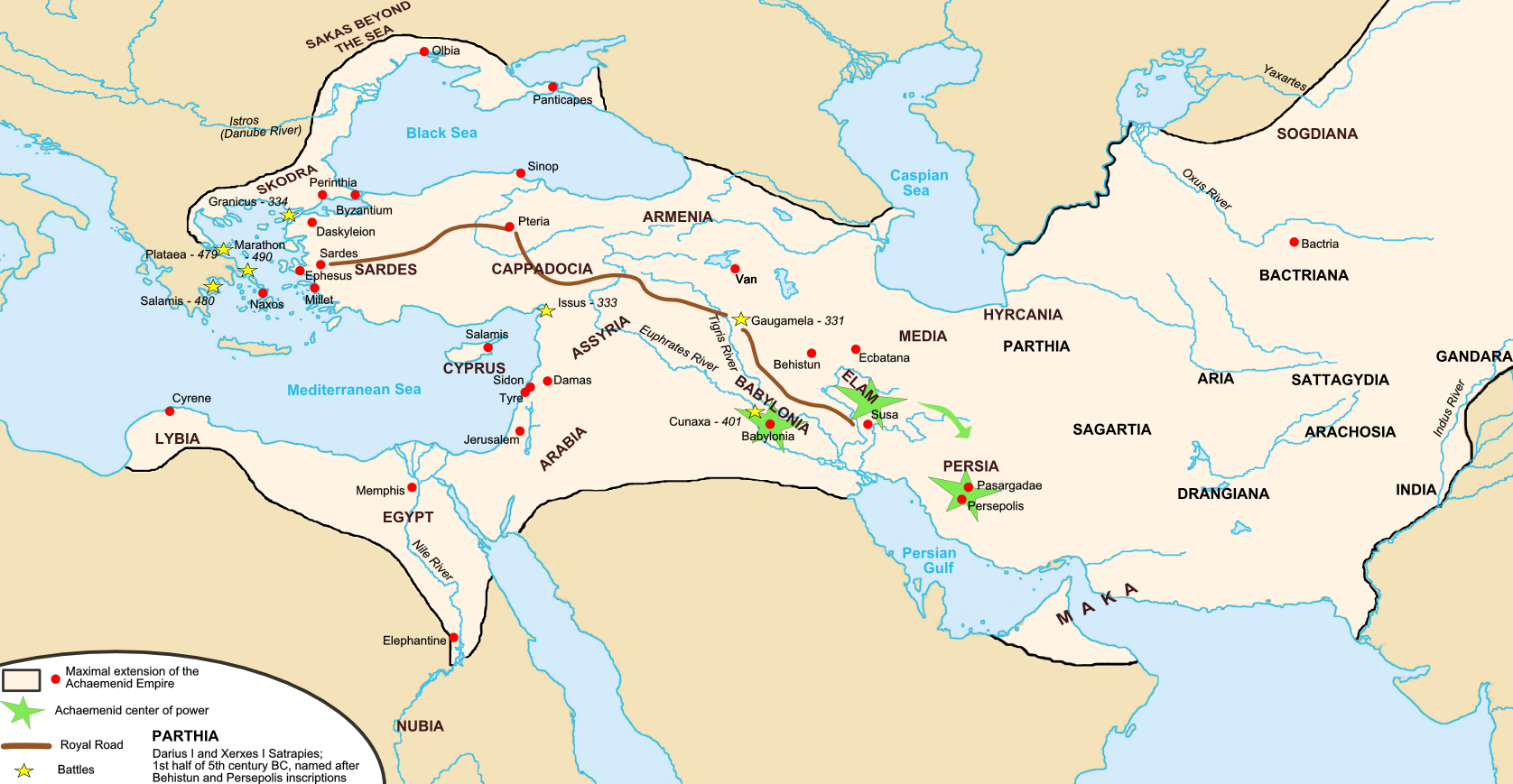
アカイメネス朝の領域

紀元前1000年頃にイラン高原に進出したイラン系の（後にペルシア人と呼ばれる）民族は、紀元前7世紀までに高原南西部のパールサ地方に定着したと考えられている。パールサ地方が「良き人と良き馬に恵まれたパールサ」と呼ばれたように、本来遊牧騎馬民族であったペルシア人はその軍事力を背景に紀元前550年、アカイメネス（ハカーマニシュ）朝をこの地で建国した。

### サーサーン朝
3世紀初め、パールサの支配権を得たと推定されるパーパクに代わり、224年に即位したアルダシール1世（在位：224年 - 241年）はイスファハーン北方でパルティア最後の王アルタバヌス4世（在位：213年 - 224年）を破り、230年までにはメソポタミア全域を支配し、長男のシャープール1世（在位：240年頃 - 272年頃）の代でサーサーン朝を創始した。

### ゾロアスター教
サーサーン朝の国教とされたゾロアスター教は紀元前1千年前半、中央アジア西部で成立し、アカイメネス朝の時代になってイラン高原に浸透、ペルシアの中心地であったパールサ地方においては永らく信仰されてきた。

### イスラーム王朝

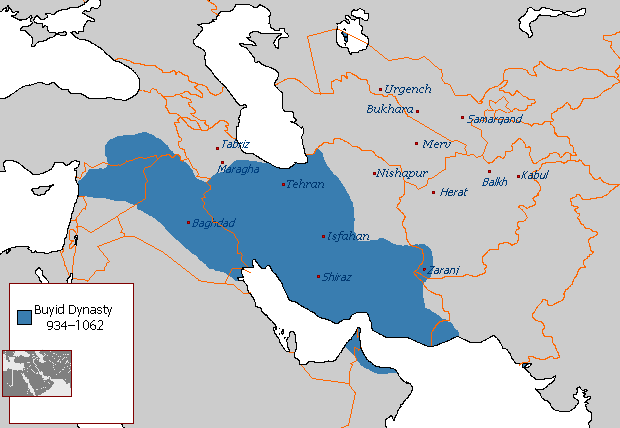
ブワイフ朝の領域

サッファール朝の君主アムル・イブン・アル＝ライス（在位：879年 - 901年）は、カリフ（ハリーファ）からスィースターン、ホラーサーン、ファールスの支配を公認された。アッバース朝の時代に10％であったイランのムスリム人口は、サッファール朝の時代に80％を越え、ブワイフ朝の時代には90％以上となる。
ブワイフという名の父を持つ三兄弟はズィヤール朝に仕えて台頭し、932年にはイラン南部のファールス地方に進出してここでブワイフ朝の支配を確立した。ブワイフ朝はその三兄弟とその子孫からなる王族たちにより、ファールス、ジバール、イラクの3政権と、その他の群小政権からなる連合体であり、長男のイマード・ウッダウラの一族がファールス地方を支配した。
1148年、オグズ系のサルグル氏族出身のスンクルは前代のファールスの実力者ボズアパからアタベグの称号を引き継ぎ、ファールス地方においてサルグル朝を建国した。

### モンゴル王朝

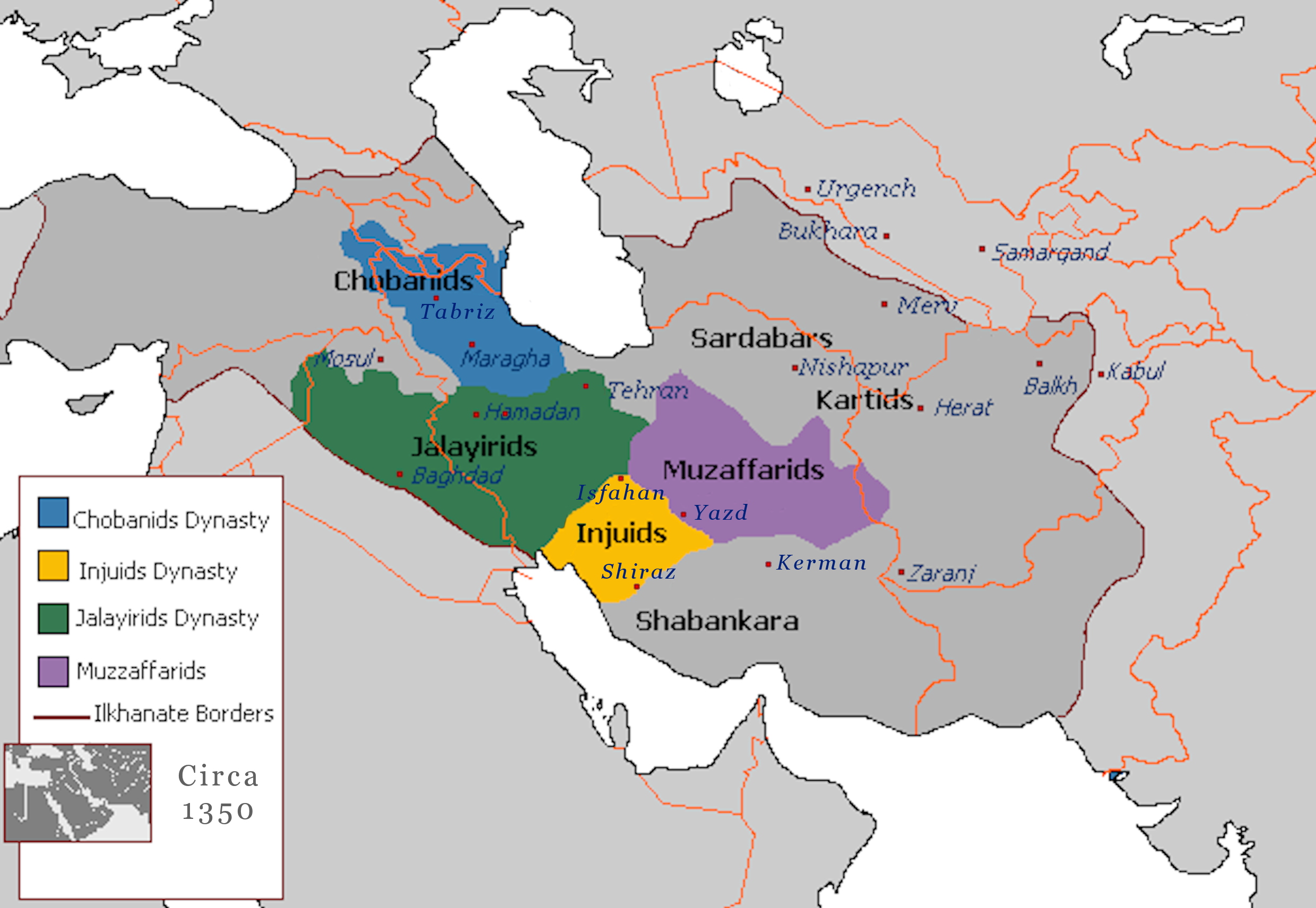
イルハン朝後の諸政権（インジュー朝、ムザッファル朝）

モンゴルの侵入後、イランにはイルハン朝（フレグ・ウルス）が建国され、それまでファールス地方を支配してたサルグル朝は1285年にイルハン朝に組み込まれた。オルジェイトゥ・ハンの時代（在位：1304年 - 1316年）、イルハン朝の王領（インジュー）を管理するシャラフ・アッディーン・マフムードシャーがファールスを本拠に独立をした（インジュー朝）。1336年、彼はアルパ・ケウン（在位：1335年 - 1336年）の命により処刑されたが、彼の4人の息子たちはチュパン家（スルドス部）のアミールたちと協力したり、争ったりしながら、1353年までファールスを支配し続けた。この年、イラン中央部のヤズドを支配するムザッファル朝のムハンマドにファールスの中心地シーラーズを占領され、続いて1357年にイスファハーンを攻略されたことで、インジュー朝は滅亡した。
この時代、ペルシア文学を代表するサアディー、ハーフィズの二大詩人は共にファールスの文化的な中心地シーラーズに居住して、それぞれ13世紀と14世紀に現在でも愛誦される作品を残した。また、インジュー朝の支配下で11世紀のイランの大詩人フェルドウスィー作の大叙事詩『シャー・ナーメ』のミニアチュール入りの写本が1330年代にシーラーズで製作されている。このミニアチュールは『集史』のミニアチュールとは技法も作風も違うために、シーラーズ派として区別される。

## 参考資料
- 永田雄三編『世界各国史9　西アジア史Ⅱ　イラン・トルコ』山川出版社、2002年